# Hammer Battalion
Hammer Battalion deveti je studijski album švedskog death metal-sastava Unleashed. Diskografska kuća Steamhammer/SPV objavila ga je 6. lipnja 2008. Za pjesmu "Black Horizon" snimljen je i spot.

## Popis pjesama
Tekstovi: Johnny Hedlund, glazba: Fredrik Folkare, osim gdje je navedeno drugačije.
| 1.    | »The Greatest of All Lies«       |                | 3:22 |
| 2.    | »Long Before Winter's Call«      |                | 3:51 |
| 3.    | »Your Children Will Burn«        |                | 2:57 |
| 4.    | »Hammer Battalion«               | Johnny Hedlund | 3:29 |
| 5.    | »This Day Belongs to Me«         |                | 2:38 |
| 6.    | »Marching Off to War«            |                | 3:50 |
| 7.    | »Entering the Hall of the Slain« |                | 3:33 |
| 8.    | »Black Horizon«                  |                | 3:54 |
| 9.    | »Carved in Stone«                |                | 3:19 |
| 10.   | »Warriors of Midgard«            |                | 3:35 |
| 11.   | »Midsummer Solstice«             |                | 3:06 |
| 12.   | »Home of the Brave«              | Hedlund        | 2:51 |
| 13.   | »I Want You Dead«                |                | 4:03 |
| 44:28 |                                  |                |      |

## Zasluge
Unleashed
- Johnny – bas-gitara, vokal
- Fredrik – solo-gitara, inženjer zvuka, produkcija
- Tomas – ritam gitara
- Anders – bubnjevi

Ostalo osoblje
- Peter In de Betou – mastering
- Mikael Silkeberg – fotografije
- Sebastian Ramstedt – grafički dizajn, dizajn